# Daishin Nakamura
Daishin Nakamura (中村 大伸, Nakamura Daishin) est un joueur de baseball japonais né le 11 février 1966 à Tokyo.

## Biographie
Daishin Nakamura participe aux Jeux olympiques d'été de 1996 à Atlanta et remporte la médaille d'argent.